# توني بورنس
توني بورنس (بالإنجليزية: Tony Burns) (27 مارس 1944 في المملكة المتحدة - ) هو مدرب كرة قدم ومدير ولاعب كرة قدم بريطاني في مركز حراسة المرمى. لعب مع برايتون أند هوف ألبيون وتشارلتون أثلتيك وتونبريدج أنغلز وكريستال بالاس ونادي أرسنال ونادي برينتفورد ونادي بليموث أرجايل ونادي غيلينغهام ونادي ميلوول وMemphis Rogues ‏ ونادي ديربن يونايتد ‏ وMaritzburg F.C. ‏.

## وصلات خارجية
- توني بورنس على موقع قاعدة بيانات كرة القدم.إي يو (الإنجليزية)
- توني بورنس على موقع Soccerbase.com (مدرب) (الإنجليزية)